# Lacanobia essoni
Lacanobia essoni är en fjärilsart som beskrevs av George Francis Hampson 1909. Lacanobia essoni ingår i släktet Lacanobia och familjen nattflyn. Inga underarter finns listade i Catalogue of Life.